# شارون جولد
شارون جولد (بالإنجليزية: Sharon Gold)‏ هي رسامة أمريكية، ولدت في 28 فبراير 1949 في نيويورك في الولايات المتحدة.